# Georg Mader
Georg Mader (* 9. September 1824 in Wolf, einem Weiler bei Steinach am Brenner in Tirol; † 31. Mai 1881 in Bad Gastein) war ein österreichischer Maler.

## Leben und Werk

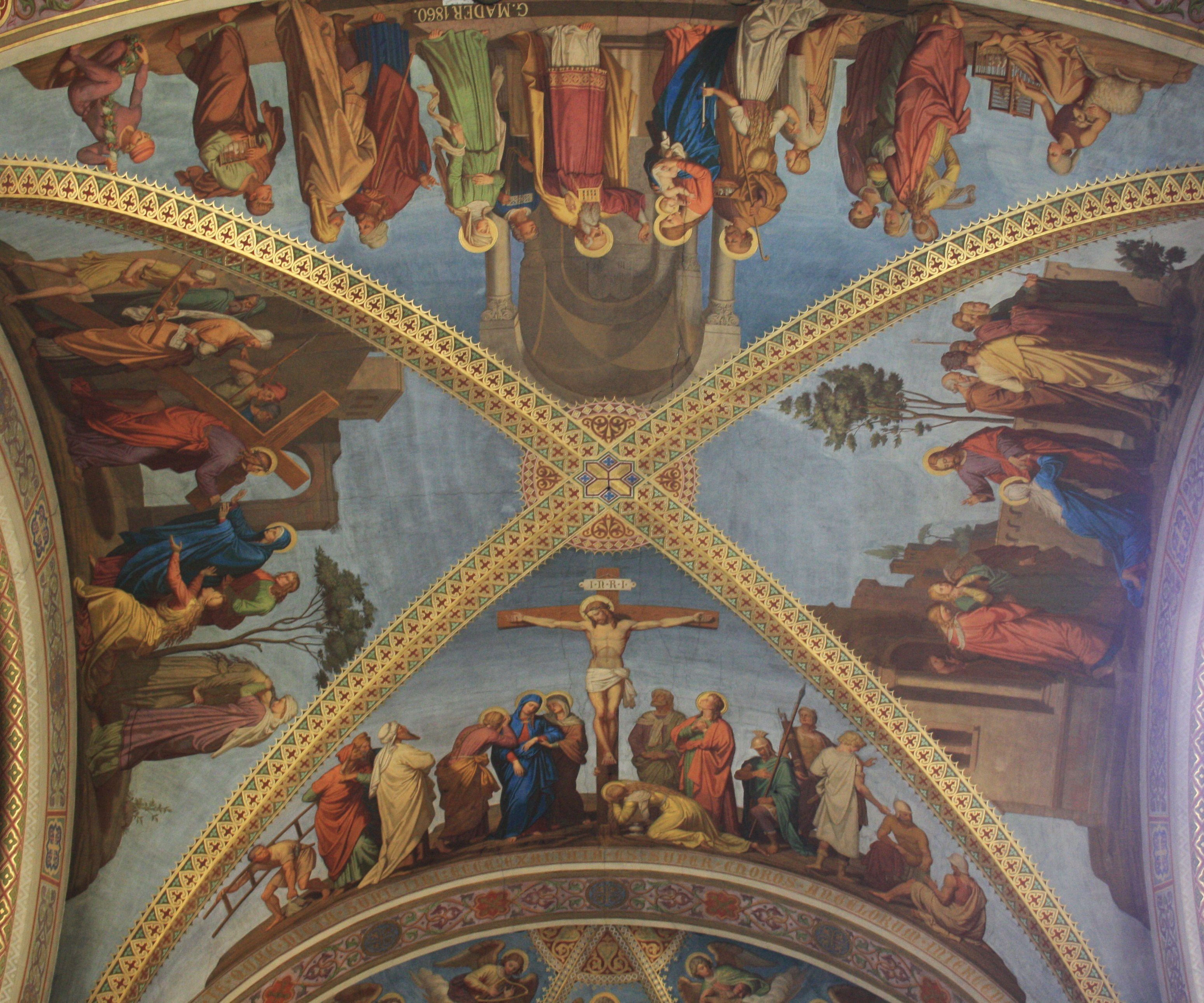
Deckenfresken in der Pfarrkirche Bruneck (1858–1866)

Georg Mader erlernte den Beruf des Müllers und arbeitete bis zu seinem 16. Lebensjahr als Knecht. Sein geistlicher Stiefbruder setzte aber durch, dass er in Innsbruck, bei dem Maler Hans Mader, in die Lehre gegeben wurde. Hier wurde er von dem bekannten Professor für Ästhetik Alois Flir, der ebenfalls der Sohn eines Müllers war, gefördert. Bald musste er allerdings zum Betrieb der Mühle nach Steinach zurückkehren, wurde Geselle und begab sich nach altem Brauch bis zur Vollendung seines 20. Lebensjahres auf Wanderschaft.
Seit 1844 widmete er sich ganz der Malerei und ging nach München, zunächst zu Wilhelm von Kaulbach und dann zu Johann von Schraudolph. 1851 begleitete er seinen Lehrer Johann von Schraudolph nach Speyer, wo er bis 1853 an den Wandgemälden im dortigen Dom tätig war. Hier lernte er wohl den Maler Franz Hellweger kennen, der ebenfalls an den Wandgemälden mitarbeitete.
Noch im selben Jahr nach Tirol zurückgekehrt verarmte er, sodass er sich mit Dekorationsmalerei befassen musste. Erst durch die Vermittlung von Franz Hellweger, der die Ölgemälde übernommen hatte, malte Mader von 1858 bis 1866 den Freskenzyklus „Das Leben Marias“ in der Pfarrkirche Bruneck, welcher auch seinen Ruf begründeten. 1861 gründete er zusammen mit Albert Neuhauser (1832–1901) und dem Architekten Josef von Stadl (1828–1893) in Innsbruck die Tiroler Glasmalerei. Mader gehörte diesem Kunstinstitut bis zu seinem Tode als Gesellschafter an. Von 1867 bis 1871 malte er am Gewölbe der Kirche von Steinach den Zyklus „Das Leben Jesu“. 1868 wurde er Mitglied der Wiener Kunstakademie. Von 1872 bis 1873 malte er den Zyklus „Aus dem Leben der Heiligen Magdalena“ an das Gewölbe der Kirche von Kematen. Seit 1874 malte er die Fresken in der Pfarrkirche von Bad Ischl. Das Werk war fast vollendet, als er am 10. Januar 1881 einen Schlaganfall erlitt. Er erholte sich zwar, zeichnete aber nur noch Vorlagen für die Tiroler Glasmalerei. In Bad Gastein erhoffte er sich Hilfe, verschied aber dort nach dem ersten Tage seiner Ankunft.